# Cnaphalocrocis amelokalis
Cnaphalocrocis amelokalis är en fjärilsart som beskrevs av Pierre E.L. Viette 1958. Cnaphalocrocis amelokalis ingår i släktet Cnaphalocrocis och familjen Crambidae. Inga underarter finns listade i Catalogue of Life.